# Dressing (シンガーソングライター)
Dressing（ドレッシング）は、日本の女性シンガーソングライター。広島県廿日市市出身。

## 人物
名前の由来は「ドレス」(dress) と「シング」(sing) を掛け合わせた造語で、ドレスを着て歌うのが特徴。感謝を伝えるときに使う「ありがとうありがとう」と、「嬉しい」「楽しい」などのあらゆるポジティブな感情を伝えるときに使う「ナイスファンタジー」を口癖にしている。
幼少期からディズニー作品に親しみ、子どもの頃は姉とともに家やショッピングモールのミニ水族館などで登場キャラクターの真似事をしてきたほか、姉妹デュオとして活動していた。山口県宇部市で開催された音楽コンテストへの入賞を機に 2011年からソロ活動を開始したものの、何をすれば良いのかわからないままもやもやする日々が続いていたが、2014年に日本国内で公開されたディズニー映画『アナと雪の女王』とその主題歌「レット・イット・ゴー ～ありのままで～」に感銘を受け、活動名義を Dressing に変更。『ファンタジー系』シンガーソングライターとしての活動を開始した。DREAM LAND（広島）・ハツカレーシア（廿日市市）と DREAM LAND（東京）を中心にライブ（舞踏会）を開催するほか、全国各地で開催されるイベントでも歌声を披露している（詳細は「略歴」を参照）。
2017年 4月から 2023年 9月まで放送されていた「DressingのNice Fantasy!! （RCCラジオ）」が、「爆笑問題の日曜サンデー（TBSラジオ）」の企画「爆笑問題プレゼンツ 全日本ラジオ新番組選手権2017」でグランプリを獲得。2022年春からは「Happy Our Party!（JFN系列）」にも不定期で出演しており、ラジオパーソナリティとしても活動している。
ディズニープリンセスを自身のロールモデルとしており、「ディズニー映画の主題歌を歌うこと」「ディズニープリンセスの声を担当すること」「ディズニーランドで歌うこと」、そして「子どもから大人まで時間を忘れて楽しめるディズニーランドのような世界観を持った歌手になること」を目標としている。近年はディズニー関連のイベントや映画のPRを担当することが多い。さらに、「入院している子どもたちに“動くディズニーランド”となって、ファンタジーな世界を届けたい」という目標を掲げており、2018年当時に担当していたラジオ番組の企画で実現した が、2023年4月に配信された動画では継続して実現したいと語っている。
また、Dressingの涙から生まれた「悪役」的な存在としてGressing（グレッシング）がいる。黒いドレスに身を包んでDressingをライバル視し、ときにファンを挑発する言動をとることがある。

## 略歴

### 2000年代

#### 2008年
- 姉と姉妹デュオ「Ray」として活動開始。

#### 2010年
- ピアノボーカルユニット「April」として活動。自身による作詞・作曲によるシングル「April」をリリース。
- 地元のディスカウントスーパー「万惣」のイメージソング「MANSOといっしょに～for life to you」を歌唱[7]。2020年に追加された同社の別ブランド「アルゾ」のイメージソング「Alzoといっしょに～for life to you」でも歌唱も担当した[8]。

### 2010年代

#### 2011年
- ソロ活動を開始。

#### 2014年
- 4月、Dressingに改名[9]。
- 12月、Dressingとして初のCD「DREAM LAND」をリリース。

#### 2015年
- DREAM LAND（東京）においてライブアイドル主体のライブへの出演を開始。

#### 2016年
- 1月、セカンドシングル「新しい世界へ」をリリース。
- 4月、『平成ラヂオバラエティ ごぜん様さま（RCCラジオ）』で「ファインディング ありがとう♥ありがとう」を担当（ - 2020年3月）。
- 5月、ゆめタウン廿日市にて、案内人を務める定期ライブ「はつかいちYOUMEステージ」開始（隔月開催、- 2018年3月）。
- 11月、サードシングル「ティアラジック・ア・ドレファミニー」をリリース。

#### 2017年
- 4月
  - 初のレギュラー番組「DressingのNice Fantasy!!」開始。
  - ベストミニアルバム『NICE FANTASY』をリリース。
- 6月
  - 14日、Mazda Zoom-Zoomスタジアムで行われたカープ戦にて国歌斉唱を担当[10][視聴 1]。
- 9月
  - つばめ交通（広島のハイヤー・タクシー事業者）によるラッピングタクシー運行開始（- 2019年3月）[11]。

#### 2018年
- 3月
  - ディズニー・ピクサー映画『リメンバー・ミー』の上映前イベントとして、福山コロナワールドにてミニライブを開催。

- 4月
  - 初のフルアルバム『We are the princess』をリリース。発売記念のワンマンライブを東京と広島で開催。
- 5月
  - 『ディズニー・オン・アイス』広島公演ローカルサポーターに就任。2018年8月24日にはPRの一環として、Mazda Zoom-Zoomスタジアムにおいて再び国歌斉唱を行った[12]。
- 7月
  - 沖縄にてライブ『RADIO!RADIO!FANTASY!～Dressingちゃんと南国と～』を開催[13]。
  - 沖縄広島県人会によるイベント『ちばりよ広島 チャリティーパフォーマンス大作戦』で歌唱[14]。
- 8月
  - ファンを対象とした初めてのバスツアー『Dressingのつつつつばめツアー!!』を開催[15]。
- 11月
  - ミニアルバム『ありがとうの花束』をリリース。
  - 自身初のホールワンマンライブを広島で開催。
- 12月
  - ディズニー映画『シュガーラッシュ：オンライン』広島エリア応援アンバサダーに就任。

#### 2019年
- 5月
  - 『ディズニー・オン・アイス』広島公演ローカルサポーターに再任。

- 9月
  - Gressing として初めてのシングルをリリース。主催ワンマンライブを広島で開催。
- 10月
  - ディズニー映画『マレフィセント2』のPRを担当[16]。

### 2020年代

#### 2020年
- 4月
  - ラジオ番組「DressingのNice Fantasy!!」が30分番組にリニューアル。

- 5月
  - 新型コロナウイルス感染症の治療に携わる医療従事者に感謝を伝えるための曲として「You're My HERO」を発表。また、9月には縁のあるミュージシャン、タレントやファンが歌っている映像・音声を追加した「みんなで届けようversion」のミュージックビデオを公開[17]。
- 10月
  - アルバム『Fantastic』を配信リリース[18]。翌月に記念ライブを広島で開催。

#### 2021年
- 5月
  - 『第44回ひろしまフラワーフェスティバル』にて公式テーマソング「花ぐるま」を歌唱[19]。

- 11月
  - ほっかほっか亭 45周年記念のキャンペーンソングとして『ほっかほっかSTORY』を発表。

#### 2022年
- 3月
  - 広島県警察とほっかほっか亭による詐欺対策キャンペーンのイメージモデルに就任[20][21]。
- 4月
  - シングル「ネバネバ行進曲」をリリース[22]、発売記念のワンマンライブを広島で開催。
  - 公式ファンクラブ『DressingのFANTASY CLUB』発足[23]。
- 5月
  - 博多どんたくで歌唱[24]。
- 10月
  - ホールワンマンライブ「ようこそハツカレーシアへ!!」をウッドワンさくらぴあ（はつかいち文化ホール）で開催[25]。

#### 2023年
- 3月
  - 「DressingのNice Fantasy!!」が放送 300回を達成[26]。
- 5月
  - 2022年に続き博多どんたくで歌唱[27]。
- 8月
  - ミニアルバム『TEKITOU』をリリース[28]。翌月に発売記念ライブを広島で開催。
- 9月
  - 「Dressing の Nice Fantasy!!」が第 327回をもって休園[29]。
- 11月
  - 呉工業高等専門学校で開催された「呉高専祭」での歌唱の動画がブレイクしたことにより、SNSのフォロワー数が増加。
  - ディズニー関連の楽曲のみのライブ「夢かなう時 ～Disney Song Collection 2023～」を広島で開催。

2024年
- 4月
  - 10周年記念アルバム『DRESSING LAND』をリリース。
  - 10周年記念ライブを広島で開催。
  - 日本コロムビアから 6月 19日にメジャーデビューする旨を発表[30]。
- 5月
  - メジャーデビュー時のアルバムのタイトルが『キュンキュンパレード』である旨を発表[31]。
- 6月
  - アルバム『キュンキュンパレード』をリリース。
- 12月
  - ディズニー映画『モアナと伝説の海２』の劇中歌「帰ってきた、本当のわたしに」の方言スペシャルを歌唱。[視聴 2]

#### 2025年
- 2月
  - コロムビアキッズTV公式YouTubeで『旅立ちの日に』のMVが公開。[視聴 3]
- 4月
  - 11周年舞踏会でメジャー2ndアルバム『かがみよ♡かがみ』の発売告知。[32]
- 5月
  - 『第48回ひろしまフラワーフェスティバル』にて公式テーマソング「花ぐるま」をオープニングセレモニーで歌唱[33]。
- 7月
  - アルバム『かがみよ♡かがみ』をリリース。同時にMVが公開[視聴 4]。
- 8月
  - 中京テレビ「24時間テレビ48 」 スペシャルLIVEに出演。

#### エピソード
- 自ら作詞・作曲を手がけるようになったきっかけは、大切な友人が交通事故で亡くなり、悲しみのあまり涙も枯れ、その気持ちを整えるためだった[34]。
- 「ありがとう」を2回言うようになったきっかけは、自宅で家族を前にして歌う度に「ありがとう」「ありがとう」と言ったためである[1]。
- 自らのファンを「Dressing family」と呼び、一人ひとりに「ファンタジーネーム（後述）」を命名するほどファンとの距離の近さを大切にしているが、2020年以降のコロナ禍に伴い歌う機会が少なくなってからは近況がわからず気がかりと話すほどである[34]。
- 座右の銘は頑張りすぎないという意味での「他力本願[34]」と「『私』を楽しむ」、そして漫画『ハイキュー!!』で稲荷崎高校バレー部監督の黒須法宗が発した「日本一にもなってへん俺らが、去年を、昨日を守って明日何になれる[1]」。
- 当初から楽器を演奏せず、音源に乗せて歌うスタイルをとっているが、コロナ禍に伴う活動機会の減少で時間ができたことから音楽仲間の佐々木リョウによる師事のもとで2020年からアコースティック・ギターの練習を開始[35]し、ライブ等でその腕前を披露する機会を設けている。
- 「ネバネバ行進曲」は好物である納豆への愛を歌った曲で、2021年にはミュージックビデオが公開された[36]。

## Dressing用語・ファンタジーネーム
Dressingは独特の言葉を使ってトークを展開するのが特徴である。これらは「Dressing用語（ファンタジー用語）」といわれており、これらを紹介する X のアカウントが存在する（「#外部リンク」を参照）。「ウレッシング（嬉しい）」「タノッシング（楽しい）」のようにわかりやすい言葉もあるが、頻繁に使われる言葉のうち一度聞いただけではわかりにくい言葉の意味を下表に示す。
| 用語                       | 意味                   |
| -------------------------- | ---------------------- |
| 魔法の円盤                 | CD                     |
| 舞踏会                     | ライブ                 |
| 妖精さん                   | スタッフ               |
| マヨネーズ                 | マネージャー           |
| Dressing Family            | ファン                 |
| 魔法のじゅうたん           | タオル                 |
| ペガサス                   | 飛行機                 |
| ユニコーン                 | 新幹線                 |
| ドラゴン                   | 電車                   |
| プリンセス                 | 女性                   |
| プリンス                   | 男性                   |
| プラネット                 | インターネット         |
| 魔法のお手紙               | フライヤー（チラシ）   |
| マジックテレパシーボックス | スマートフォン         |
| 魔法製造エリア             | 楽屋・控室             |
| プリンセスくしゃみ         | パーソナルコンピュータ |

また、ファンや関わり合いのある人物に対し「ファンタジーネーム」といわれる名前を命名している。著名人のファンタジーネームは以下のとおり。
| 人名                             | ファンタジーネーム         |
| -------------------------------- | -------------------------- |
| 佐々木リョウ                     | ささくれリョウ             |
| 渕上里奈                         | フチリーナ（フッチリーナ） |
| ヤルキスト                       | イビキスト                 |
| 江本一真（フリーアナウンサー）   | エルモ                     |
| 江藤愛（TBSアナウンサー）        | アイリス                   |
| 横山雄二（中国放送アナウンサー） | ユージーン                 |
| 太田光（爆笑問題）               | オータムライト             |
| やきそばかおる                   | ファイヤーサイド           |
| 南波一海                         | ナンバーランド             |
| 小出祐介（Base Ball Bear）       | コイデレラ                 |
| 吉田豪                           | ゴーゴーゴールド           |
| 里咲りさ                         | 里咲プリンセス             |
| トミタ栞                         | シオリエル                 |
| 鈴木翼                           | バサバサツバサ             |
| 新浜レオン                       | レコレオン                 |
| 関取花                           | ハナンツェル               |
| 春風亭一之輔                     | 一之輔ール                 |
| 高橋茉奈                         | マナティ（マナティー）     |

## 作品

### Ray時代

#### シングル
- 願い～ありがとう～（2008年12月）[39]

### April時代

#### シングル
- April

### 北谷由美子名義

#### シングル
- Memory（2013年6月29日）

### Dressing名義

#### シングル
- 「DREAM LAND」（2014年、Nice Fantasy、DRSNG-001）
  1. DREAM LAND
  2. エンジェルサンタ
- 「新しい世界へ」（2016年、Nice Fantasy、NFCD-001）
  1. 新しい世界へ
  2. 大丈夫
  3. ハピネス
  4. 5カレーズ～猫山の愛をDressingにそえて～ ※ 劇団Dressing名義
- 「ティアラジック・ア・ドレファミニー」[視聴 5]（2016年、Nice Fantasy、NFCD-002）
  1. ティアラジック・ア・ドレファミニー
  2. Shine up the stage
  3. りんごをかじったプリンセス
  4. ティアラジック・ア・ドレファミニー(instrumental)
- 「ネバネバ行進曲」（2022年、Nice Fantasy、NFCD-007）
  1. ネバネバ行進曲
  2. ほっかほっかSTORY
  3. You're My HERO
  4. さよなら I love you...
  5. ネバネバ行進曲 (instrumental)

#### アルバム
- 『NICE FANTASY』（2017年、Nice Fantasy、NFCD-003）
  1. ティアラジック・ア・ドレファミニー
  2. 新しい世界へ
  3. DREAM LAND
  4. LaLaLa Happy Birthday
  5. 歌おう ※ ユージーン＆ドレッシング名義
  6. 歌おう(instrumental)

- 『We are the princess』（2018年、Nice Fantasy、NFCD-004）
  1. We are the princess ~opening~
  2. Dressing World
  3. ほめると伸びるタイプ
  4. ENERGY VAMPIRE
  5. 歌の歌
  6. 木の妖精
  7. 他力本願
  8. NEVER LAND
  9. We are the princess
  10. We are the princess ~ending~
- 『ありがとうの花束』（2018年、Nice Fantasy、NFCD-005）
  1. ありがとうの花束
  2. Fly
  3. SUMMER（仮）
  4. Protostar
  5. Perfect Days ～いつだって今が最高!!～
  6. ありがとうの花束(instrumental)
- 『Dressing HEISEI PLANET FANTASY』（2019年、Nice Fantasy、配信限定）[40]
  1. Magic Telepathy Box #1
  2. ティアラジック・ア・ドレファミニー
  3. 新しい世界へ
  4. DREAM LAND
  5. 歌の歌
  6. Fly
  7. 大丈夫
  8. 他力本願
  9. ほめると伸びるタイプ
  10. エンジェルサンタ
  11. りんごをかじったプリンセス
  12. つばめワールド
  13. ありがとうの花束
  14. We are the princess
  15. Perfect Days ～いつだって今が最高!!～
  16. なんだかんだすきなんだ
  17. Magic Telepathy Box #2
- 『Fantastic』（2020年、Nice Fantasy、配信限定）
  1. Fantastic
  2. You're My HERO
  3. Ocean
  4. 瞳
  5. シンデレラコースター
  6. Happy Birthday
  7. ネバネバ行進曲
  8. さよなら I love you...
  9. はじまり
  10. Wonder Land
  11. Perfect Days ～いつだって今が最高!!～
  12. Welcome to the つばめ world
  13. NEVER LAND
  14. We are the princess
  15. LIARMAN
  16. 歌の歌
  17. Fly
  18. 他力本願
  19. ありがとうの花束
  20. 新しい世界へ
- 『TEKITOU』（2023年、Nice Fantasy、NFCD-008）
  - （CD）
    1. TEKITOU
    2. なんにもしたくない
    3. わたしcolor
    4. 愛する人
    5. TEKITOU（instrumental）
    6. なんにもしたくない（instrumental)

  - （配信）
    1. TEKITOU
    2. なんにもしたくない
    3. わたしcolor
    4. 愛する人
    5. ほっかほっかSTORY
- 『DRESSING LAND』（2024年、Nice Fantasy、NFCD-010）
  1. NICE FANTASY
  2. 光
  3. Walkin' Dreamin'
  4. はじまり
  5. 瞳
  6. Ocean
  7. Fantastic
  8. Happy Birthday
  9. Magic World
  10. シンデレラコースター
  11. Welcome to the つばめ world
  12. DRESSING HISTORY MIX
- 『キュンキュンパレード』（2024年、日本コロムビア、COCX-42296）
  1. キュンキュンパレード
  2. みてて！わたしプリンセス
  3. パート・オブ・ユア・ワールド
  4. レット・イット・ゴー ～ありのままで～
  5. どこまでも ～ How Far I'll Go～
  6. 乙女のポリシー
  7. ひなまつりプリンセス
  8. ぼよよん行進曲～ロングバージョン～
  9. 旅立ちの日に
  10. キュンキュンパレード (Instrumental)
- 『かがみよ♡かがみ』（2025年、日本コロムビア、COCX-42508）
  1. かがみよ♡かがみ
  2. パワフルパワー
  3. リメンバー・ミー
  4. ホール・ニュー・ワールド
  5. スーパーカリフラジリスティックエクスピアリドーシャス
  6. わがままハロウィン
  7. ウィンター・ワンダーランド(すてきな雪景色)
  8. 地球星歌〜笑顔のために〜
  9. この世界が大好き
  10. かがみよ♡かがみ(Instrumental)

### Gressing名義

#### シングル
- 「Gressing」（2019年、Nice Fantasy、NFCD-006）
  1. BAD LAND
  2. ENERGY VAMPIRE（DARK EDIT）
  3. THINK FOR YOURSELF feat. CHILLCAT THE BASTET
  4. LIARMAN
- 「イラナイ」（2023年、Nice Fantasy、NFCD-009）

### コラボレーション
- Ah Need Corny「未来Note」（2018年、ANC-0001）

　　　佐々木リョウ・香川裕光・ヤルキスト・渕上里奈・友安優弥によるスペシャルユニット。作詞・作曲・ヴォーカル・コーラスとして参加。
- Happy Happy Birthday（Hánna『Infinity∞』に収録、2019年、Ringual Records、RRLM-42310） コーラスとして参加。

- ANNIVERSARY feat. Dressing（佐々木リョウ『I'm Good!!』に収録、2019年、パピープロダクションぺぽ／ザ・メディアジョン、PEPO-0006） ヴォーカルとして参加。
- ヤルキスト みるきー「ゴキゲンナオンガク feat. Dressing」 ヴォーカルとして参加。

## タイアップ
| 曲名                                                                 | タイアップ                                                                                     | 収録シングル・アルバム |
| -------------------------------------------------------------------- | ---------------------------------------------------------------------------------------------- | --- |
| MANSOといっしょに～for life to you Alzoといっしょに～for life to you | アルゾ/万惣イメージソング                                                                      | - 未収録 |
| 5カレーズ ～猫山の愛をDressingにそえて～                             | 広島FMとスノーリゾート猫山スキー場のコラボ企画テーマソング                                     | - シングル「新しい世界へ」 |
| ティアラジック・ア・ドレファミニー                                   | 平成ラヂオバラエティごぜん様さまコーナー 「ファインディングありがとう ありがとう」テーマソング | - シングル「ティアラジック・ア・ドレファミニー」 - ミニベストアルバム『NICE FANTASY』 - 配信限定アルバム『Dressing HEISEI PLANET FANTASY』 |
| Welcome to the つばめ world                                          | つばめ交通 イメージソング                                                                      | - 配信限定アルバム『Dressing HEISEI PLANET FANTASY』 - 配信限定アルバム『Fantastic』 - アルバム『DRESSING LAND』                           |
| Perfect Days ～いつだって今が最高!!～                                | テレビ新広島「ひろしま満点ママ!!」エンディングテーマ （2020年4月 - 2023年 3月）                | - ミニアルバム『ありがとうの花束』 - 配信限定アルバム『Dressing HEISEI PLANET FANTASY』 - 配信限定アルバム『Fantastic』                    |
| 千鳥ーム                                                             | 中国放送「千鳥の出没！ひな壇団」エンディングテーマ (2020年8月8日 - 2022年3月19日)              | - 未収録 |
| Ocean                                                                | ヘアサロン オーシャングループ CMソング                                                         | - 配信限定アルバム『Fantastic』 - アルバム『DRESSING LAND』                                                                                |
| ハッピーえるこちゃん                                                 | FMはつかいち「西広島タイムスpresents『えるこちゃんTimes』」テーマ曲                            | - 未収録 |
| ほっかほっかSTORY                                                    | ほっかほっか亭 広島地域キャンペーンソング                                                      | - シングル「ネバネバ行進曲」 - ミニアルバム「TEKITOU（配信のみ）」                                                                         |

## 出演

### テレビ
過去
- 朝まであらびき団スペシャル あら-1グランプリ2017（TBSテレビ、2017年12月29日）
- 深夜に発見！ 新shock感 ～一度おためしください～ （テレビ東京、2018年8月25日・9月1日）
- ひろしま満点ママ!!（テレビ新広島、2020年7月13日 - 2021年1月[44]）  隔週月曜日に番組コメンテーターとして出演[45]。
- 千鳥の出没！ひな壇団（中国放送、2020年8月8日[46]）
- 千鳥の出没！ひな壇団ゴールデン！おもしろロケで千鳥を喜ばせろ！ひな-1グランプリ（中国放送、2021年9月29日[47]）かまいたちのロケにサプライズゲストとして出演。
- Cheeky's a GoGo!（BSよしもと、2022年11月1日[48]）「こんなところにスターが！ローカル有名人」で、「広島県住みます芸人」の藩飛礼と共演[49]。
- Music B.B. Japan（中国放送など全国27局、2025年7月21日～28日、8月4日～8月31日「8月オープニングレコメンドでのMVのみ」）

### ラジオ
- Happy Our Party! (JFN系列・2022年4月19日 - (不定期)）「バイトさん（アシスタントDJ）」として出演[50]。

#### 過去
- 平成ラヂオバラエティごぜん様さま（RCCラジオ、2016年5月[51]  -2020年3月[52] ）  月1回「ファインディング ありがとう❤ありがとう」コーナーに出演[53]。幼稚園・保育園などを廻り歌を披露している[視聴 8][視聴 9][視聴 10][視聴 11]。 2020年3月に母校である廿日市市立七尾中学校への訪問をもって終了した。
- イブニングストリーム（FMちゅーピー、2016年10月10日、18日）ほか
- DressingのNice Fantasy!!（RCCラジオ - 2017年 4月 3日 - 2023年 9月28日 / 毎週木曜日 23:30 - 24:00、毎週土曜日 18:30 - 19:00 [再放送] ）
- 爆笑問題の日曜サンデー（TBSラジオ、2017年4月23日、2018年4月22日（スタジオ生出演）、2024年6月30日（電話出演）、2025年8月17日（スタジオ生出演））
- YOKOHAMA RADIO APARTMENT だめラジオ（FMヨコハマ、2019年5月21日（電話出演）、2018年9月25日、2019年7月30日（スタジオ生出演））
- リンだとRin太の土曜番長（RSKラジオ、2018年12月1日（電話出演））
- メラタデサンデー（FMヨコハマ、2019年11月3日）
- えるこちゃんTimes（FMはつかいち、2021年3月26日[視聴 12]、12月24日[視聴 13]、2025年3月14日（電話出演））ほか
- まだ水曜?! ～Still Wednesday（ミュージックバード、2022年6月29日、2022年10月5日）
- ＃キューパレ～Kyushu Night Parade～ 服部さやかのシュンすぎ（RKBラジオ、2023年3月16日、2023年5月12日、2025年8月8日）
- 江本一真のゴッジ（広島エフエム放送、2023年7月27日、2023年11月9日、2023年2月15日、2023年2月22日、2024年5月27日）
- PRIME TIME（FMヨコハマ、2024年6月26日[54]、2025年6月4日[55]）
- Satoruman50 ～半世紀少年ミュージックショー（広島エフエム放送、2024年6月28日[56]、2025年7月16日[57]）
- CATCH OF SUMMER（FMヨコハマ、2024年7月16日）
- OH! HAPPY MORNING（JFN系列、2024年9月4[58]、11日[59]、2025年8月6日[60]、2025年8月13日[61]）
- SUNDAY FLICKERS（JFN 系列、2024年7月28日[62]、2025年7月13日[63]）ほか
- 佐々木リョウのバリＡじゃんラジオ（RCCラジオ、2025年1月27日）ほか
- 大窪シゲキの９ジラジ（広島エフエム放送、2025年2月27日（2025年2月９日「ゆめタウン・ゆめマート presents ゆめ活イベント」で公開収録）[64]）
- 西田篤史のシンラジラ（RCCラジオ、2025年4月8日、2025年4月15日）
- フラワーフェスティバルFMちゅーピーまるごと特別番組（FMちゅーピー、2025年5月4日　フラワーフェスティバル内で公開生放送）
- もちこみっ！SP！（RKBラジオ、2025年6月28日[視聴 14]）
- WひろしのFRIDAY ヒーロー（RCCラジオ、2025年7月16日[65])
- Tresen（FMヨコハマ、2025年7月25日[66]）
- ラジてん（RKKラジオ、2025年8月8日[67]）
- FMK SOUNDS GREAT！（FM熊本、2025年8月8日）
- MUSIC TUNE（ぎふチャン、2025年8月14日）
- AFTERNOON COLORS（FM愛知、2025年8月14日[68]）
- ASUNAL20 TREASURE（FM愛知、2025年8月15日[69]）
- ラジオ土曜便（ぎふチャン、2025年8月16日（コメント出演））
- palette（ZIP-FM、2025年8月25日）
- NONSTOP CALLING（ZIP-FM、2025年8月26日）
- Radi Pal-ラジバル-（TOKAI RADIO、2025年8月27日）

### ポッドキャスト
- Dressingの月火水木キュン曜日（FMヨコハマ、2024年9月6日 -）[70]

### インターネット放送
- 真夜中のニャーゴ（ホウドウキョク、2016年4月18日・2017年3月31日（電話出演）、2016年6月20日・8月29日（スタジオ生出演））
- 南波一海のアイドル三十六房（タワレボ、2016年9月1日）
- 渋谷のほんだな（渋谷のラジオ、2017年9月25日（スタジオ生出演））
- やきそばかおるのラジオコンシェルジュ（渋谷のラジオ、2021年7月16日（リモート出演）・2022年9月2日・2023年5月19日・2024年6月14日（スタジオ生出演））
- THE FACE（愛知北FM、2025年8月12～14日（今週のピックアップアーティスト））
- レディーオ791（熊本シティFM、2025年8月18日（コメント出演））
- ナビコレ！？（熊本シティFM、2025年8月21日（コメント出演））
- J-POP NONSTOP COUNTDOWN（熊本シティFM、2025年8月23日（コメント出演））

### 視聴
1. ↑  RCCラジオ (2017-06-28), Dressingちゃん マツダスタジアム国歌斉唱 2025年3月11日閲覧。
2. ↑  ディズニー・スタジオ公式 (2024-12-26), 「モアナと伝説の海２」方言スペシャル映像＜広島弁ver.＞｜大ヒット上映中！ 2025年3月10日閲覧。
3. ↑  コロムビアキッズ TV (2025-02-28), 卒業・卒園ソング♪【Dressing】旅立ちの日に 2025年3月10日閲覧。
4. ↑  コロムビアキッズ TV (2025-07-15), 【Dressing】かがみよ♡かがみ 2025年7月15日閲覧。
5. ↑  DRESSING ティアラジック・ア・ドレファミニー MV - RCCラジオ公式YOUTUBE 2017年6月18日
6. ↑  株式会社万惣のウェブサイト「イメージソング」から聴取可能。
7. ↑  YouTubeの西広島タイムス えるこチャンネルに掲載された動画「Dressingちゃんと歌う♪踊る♪『HAPPYえるこちゃん』」より聴取可能。
8. ↑  平成ラヂオバラエティごぜん様さまの新コーナー「ファインディング　ありがとう❤ありがとう」- RCCラジオ公式YOUTUBE 2016年4月25日
9. ↑  ファインディングありがとう❤ありがとう　北広島町・都谷保育所 - RCCラジオ公式YOUTUBE 2016年6月29日
10. ↑  Dressingちゃん幼稚園の夏祭りで「DREAM LAND」歌ったよ。 - RCCラジオ公式YOUTUBE 2017年4月23日
11. ↑  RCCラジオ (2017-04-23), Dressingちゃん魔法の水でナイスファンタジー 2025年3月11日閲覧。
12. ↑  西広島タイムス えるこチャンネル (2021-03-30), ［えるこちゃんTimes］3/26西広島タイムスのラジオ 2025年3月15日閲覧。
13. ↑  西広島タイムス えるこチャンネル (2021-12-26), ［えるこちゃんTimes］12/24 西広島タイムスのラジオ 2025年3月15日閲覧。
14. ↑  【2025/6/28 OA】今週はゲスト回！ファンタジー系シンガーソングライター“Dressing”ちゃんが登場、必聴です！笑 | radiko(ラジコ) | ラジオやポッドキャストがスマホ・PCで聴ける

### 公式サイト
- Dressing official website - 公式ウェブサイト
- villa Dressing - (旧)公式ウェブサイト
- DressingのFANTASY CLUB - 公式ファンクラブ（muevo community）
- Dressing│RCCキャスティング - 株式会社eRCC
- Dressing - 日本コロムビア

### ブログ・SNS

#### Dressing
- Dressingのブログ - Ameba Blog（2014年4月15日 - ）
- Dressing - Facebook
- Dressing (@dressing.hiroshima) - Instagram
- Dressingありがとう❤︎ありがとう (@Dressing1118) - X
- Dressing (@dressing1118) - TikTok

#### Gressing
- Gressing (@Gressing1118) - X

#### 北谷由美子名義
- 北谷由美子 (yumiko.kitadani.5) - Facebook
- ♡音と美の魔法♡ - Ameba Blog（北谷由美子時代のブログ。 2015年12月11日最終更新）

#### その他
- Dressingスタッフ(公式) (@Dressin99054322) - X（運営によるアカウント）
- Dressing リトマヨちゃん (@little_mayodre) - X（運営によるアカウント）
- Dressing用語Bot (@dressingword) - X（有志による応援アカウント。 直近の活動予定もツイートしている）

### 動画・ライブ配信
- ドレッシングDressing - YouTube
- Dressing ありがとう❤️ありがとう - ツイキャス
- Dressing - Pococha

### 音声配信
- ♥Dressingのポジティブファンタジー♥ - Radiotalk（更新休止中）